# Rundblättriger Storchschnabel
Der Rundblättrige Storchschnabel (Geranium rotundifolium) ist eine Pflanzenart der Gattung der Storchschnäbel (Geranium) innerhalb der Familie der Storchschnabelgewächse (Geraniaceae).

## Beschreibung

### Vegetative Merkmale
Der Rundblättrige Storchschnabel ist eine einjährige krautige Pflanze erreicht Wuchshöhen bzw. -längen von 8 bis 30 Zentimetern. Der Stängel ist ausgebreitet, aufsteigend oder mehr oder weniger aufrecht. Er ist insgesamt weich, im oberen Teil auch rotköpfig und drüsig behaart. Die Stängelblätter sind gegenständig. Die Blattspreite sind im Umriss rund und etwa bis zur Mitte in sieben bis neun Lappen geteilt. Die Blattlappen sind dreizipfelig. Die Nebenblätter sind 1,5 bis 3,5 Millimeter lang.

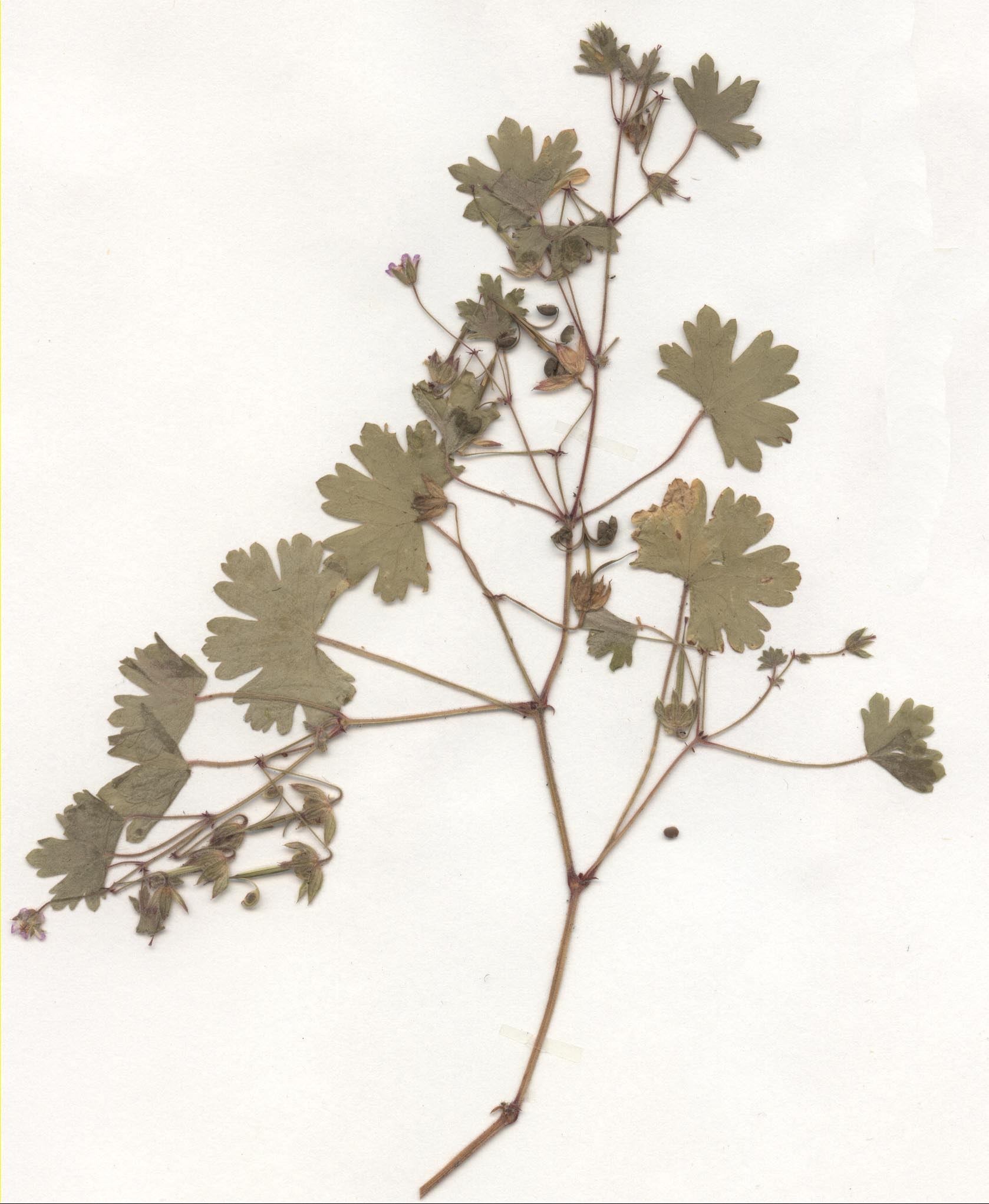
Rundblättriger Storchschnabel (Herbarbeleg)

### Generative Merkmale
Die Blütezeit reicht von Juni bis Oktober, heute von April bis Oktober. Die Blütenstiele sind früh spreizend bis herabgeschlagen. Die zwittrigen Blüten sind radiärsymmetrisch mit doppelter Blütenhülle. Die behaarten Kelchblätter sind kurz bespitzt und etwa 3,5 bis 6 Millimeter lang. Die hellpurpurfarbenen Kronblätter sind länglich-eiförmig, ungeteilt und mit einer Länge von etwa 5 bis 7 Millimetern, etwas länger als die Kelchblätter. Der Nagel ist kahl. Es sind fünf Nektarien vorhanden. Die weißlichen Staubfäden sind 2,5 Millimeter lang und die gelblichen Staubbeutel sind etwa 0,5 Millimeter lang. Die Narben sind rötlich.  
Die Spaltfrucht besitzt mit Granne und Griffelrest eine Länge von etwa 1,6 bis 1,8 Zentimetern. Die Fruchtklappen und Schnäbel sind meist abstehend-weichhaarig.
Die Chromosomenzahl beträgt 2n = 26.

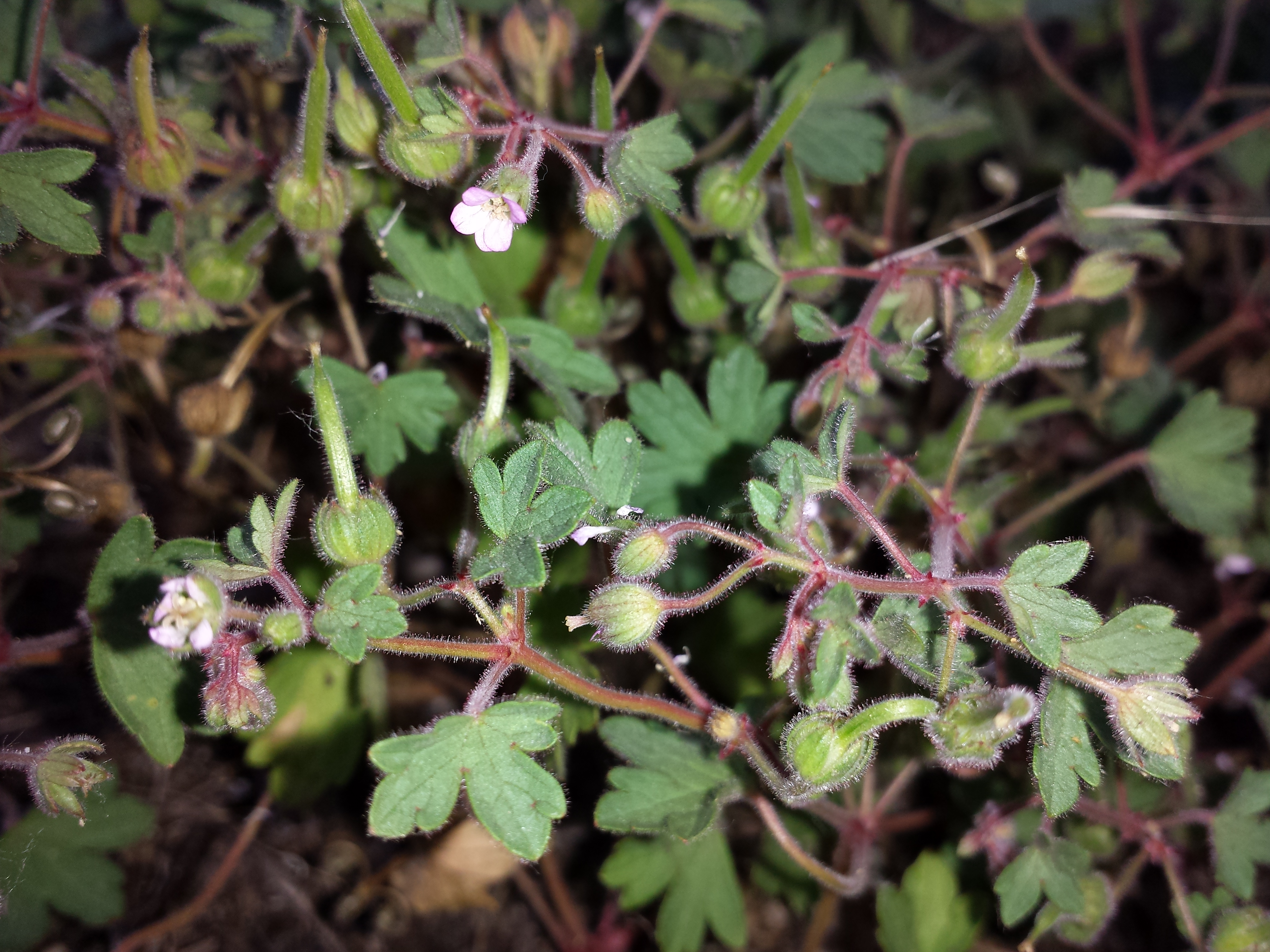
Habitus

## Vorkommen
Geranium rotundifolium kommt von Westeuropa über den Mittelmeerraum (beispielsweise Marokko) bis in den Himalaya und Sibirien vor. Geranium rotundifolium ist in der Neuen Welt ein Neophyt. Der Rundblättrige Storchschnabel kommt in Mitteleuropa recht selten vor. In Österreich ist der Rundblättrige Storchschnabel sehr selten und stark gefährdet, während er in der Schweiz in den wärmeren Gebieten zerstreut aufzufinden ist.
Der Rundblättrige Storchschnabel kommt in Deutschland meist selten bis sehr selten vor und ist häufig nur unbeständig verschleppt. Lediglich in der Oberrheinebene, besonders in der Rheinpfalz, tritt er auch häufiger auf. 
Die ökologischen Zeigerwerte nach Landolt & al. 2010 sind in der Schweiz: Feuchtezahl F = 2 (mäßig trocken), Lichtzahl L = 4 (hell), Reaktionszahl R = 4 (neutral bis basisch), Temperaturzahl T = 4+ (warm-kollin), Nährstoffzahl N = 3 (mäßig nährstoffarm bis mäßig nährstoffreich), Kontinentalitätszahl K = 4 (subkontinental).
Der Rundblättrige Storchschnabel wächst in Unkrautgesellschaften der Weinberge, an Mauern und an Wegen. Er gedeiht am besten auf warmen, mehr oder weniger trockenen und nährstoffreichen, steinig-sandigen Lehmböden. In Weinbergen ist er eine Charakterart des Geranio-rotundifolii-Allietum vinealis (Verband Fumario-Euphorbion), kommt aber auch in Gesellschaften der Verbände Sisymbrion, Alliarion oder der Klasse Sedo-Scleranthetea vor. Er steigt im Tessin bis etwa 1000 Meter und im Wallis bis etwa 1600 Meter Meereshöhe auf.

## Taxonomie
Die Erstveröffentlichung von Geranium rotundifolium erfolgte 1753 durch Carl von Linné in Species Plantarum, 2, S. 683. Das Artepitheton rotundifolium bedeutet rundblättrig.

## Einwanderung
Nach Helmut Gams in hegi ist die Art in Mitteleuropa im Juragebiet vielleicht ein Archaeophyt, sonst aber nördlich der Alpen zumeist nur ein Neophyt.

## Bilder

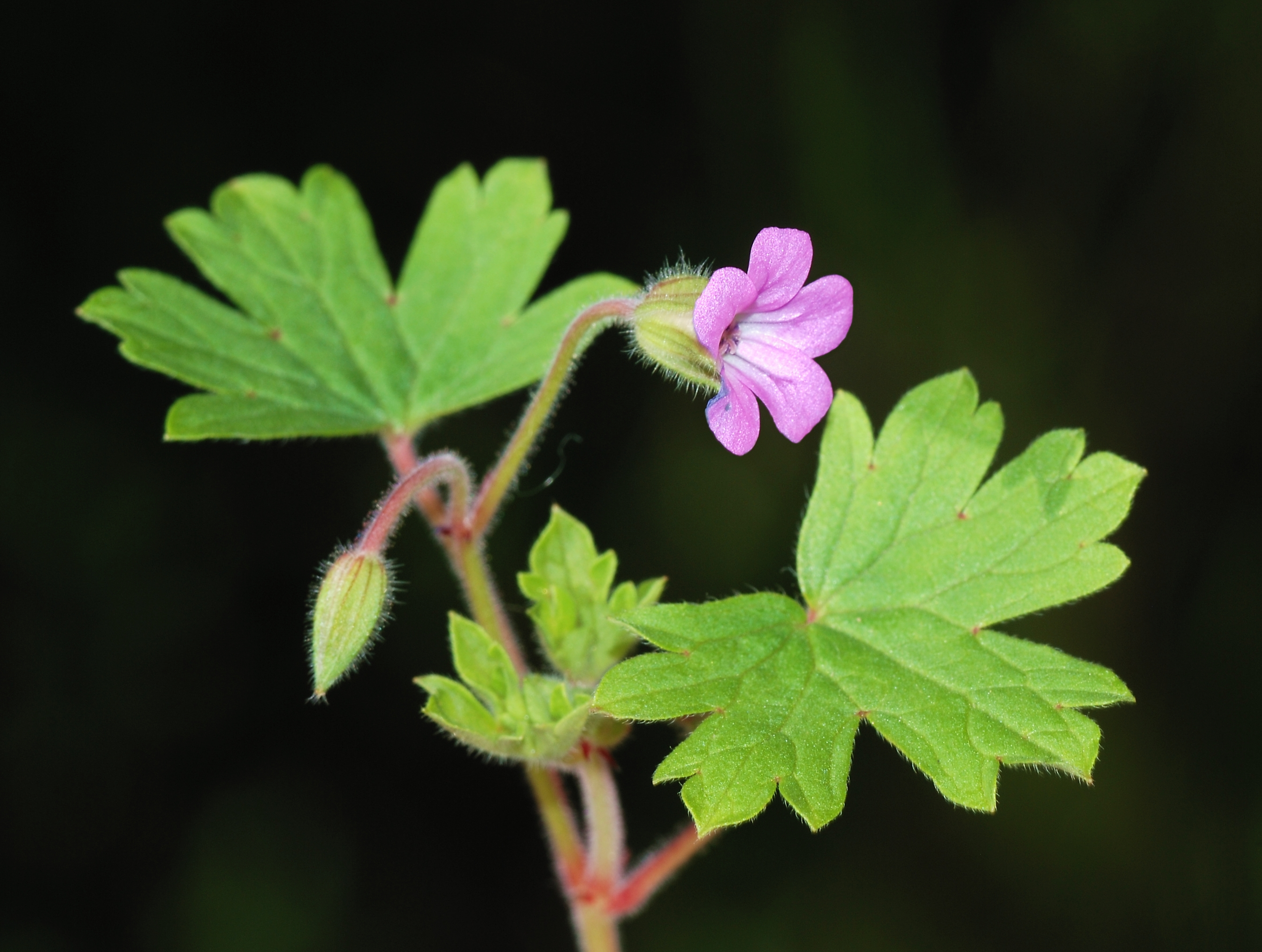
Die Einschnitte der Laubblätter erreichen kaum den halben Spreitenradius.
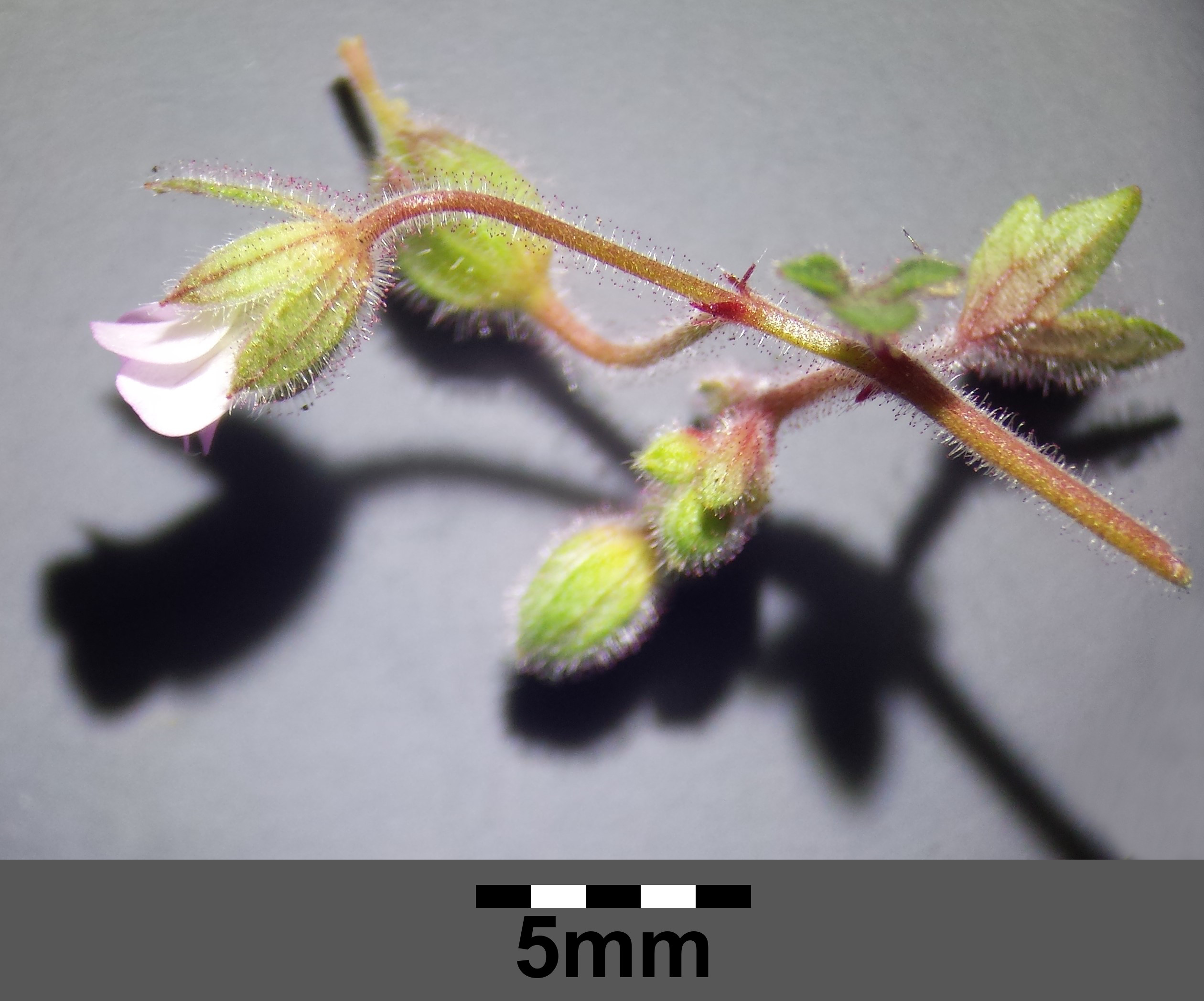
Der Teilblütenstand ist zweiblütig.
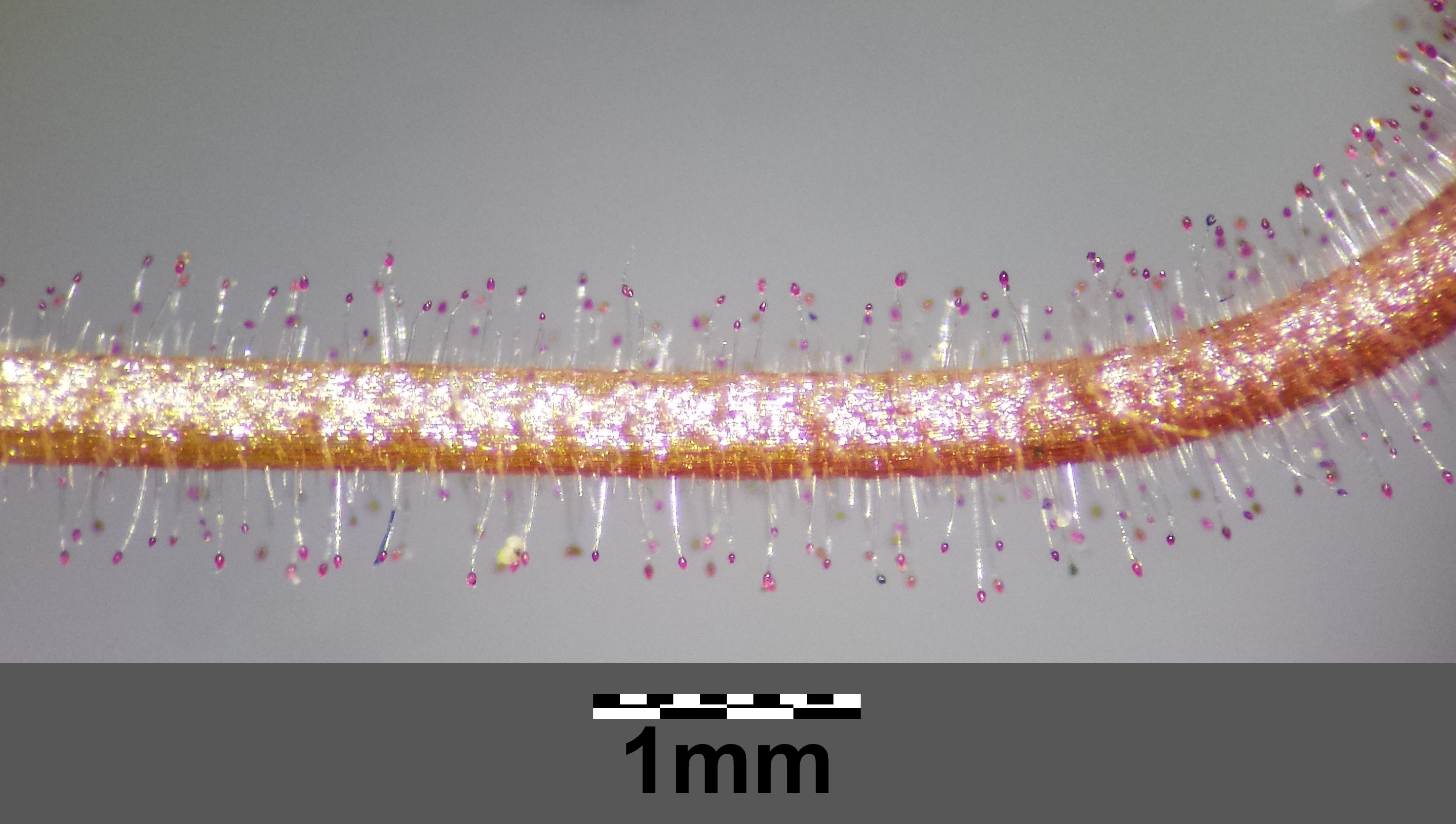
Die Blütenstiele weisen kurze drüsenlose und etwas längere Drüsenhaare auf.
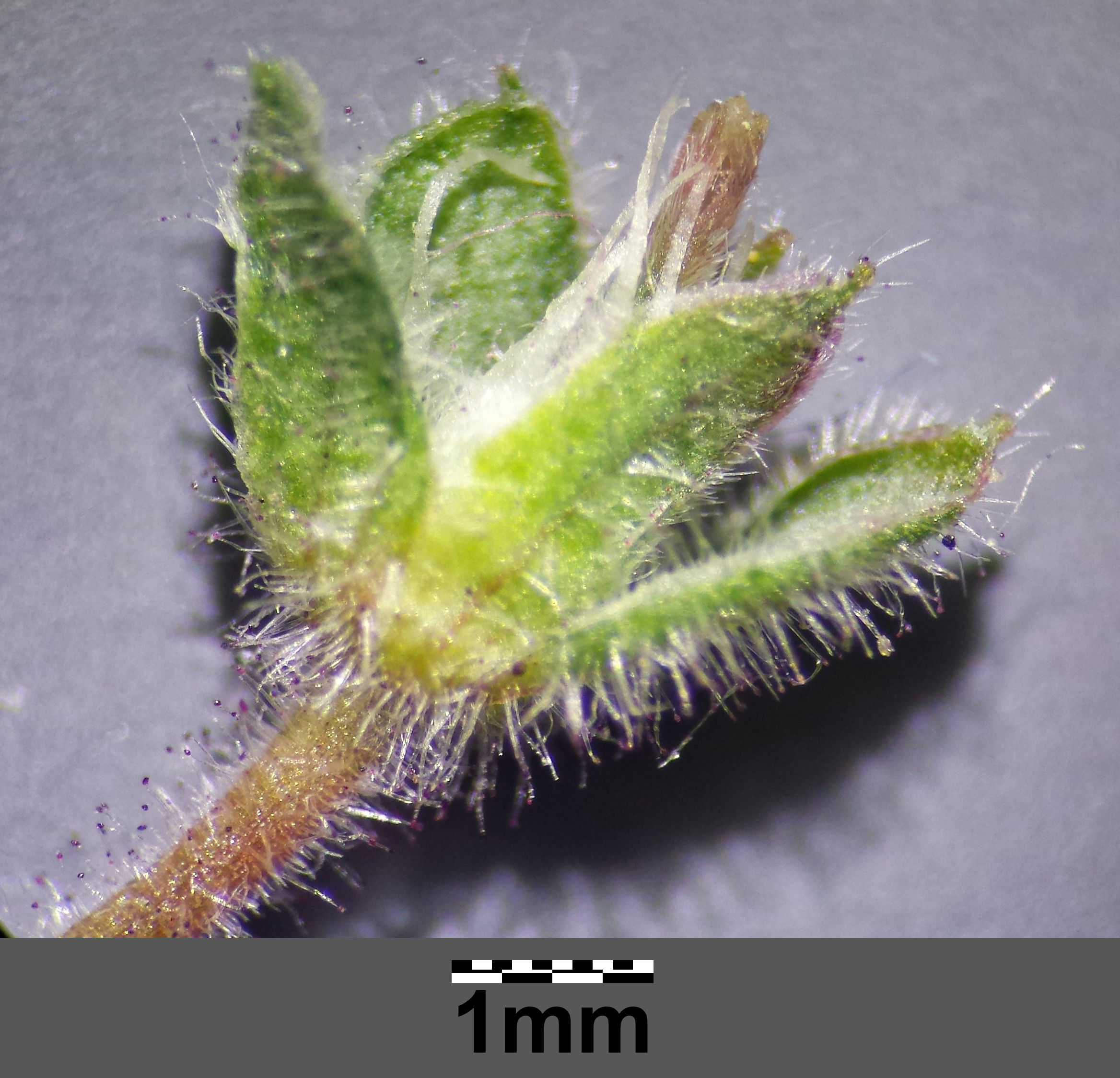
Die Kelchblätter weisen eine kurze Granne auf.
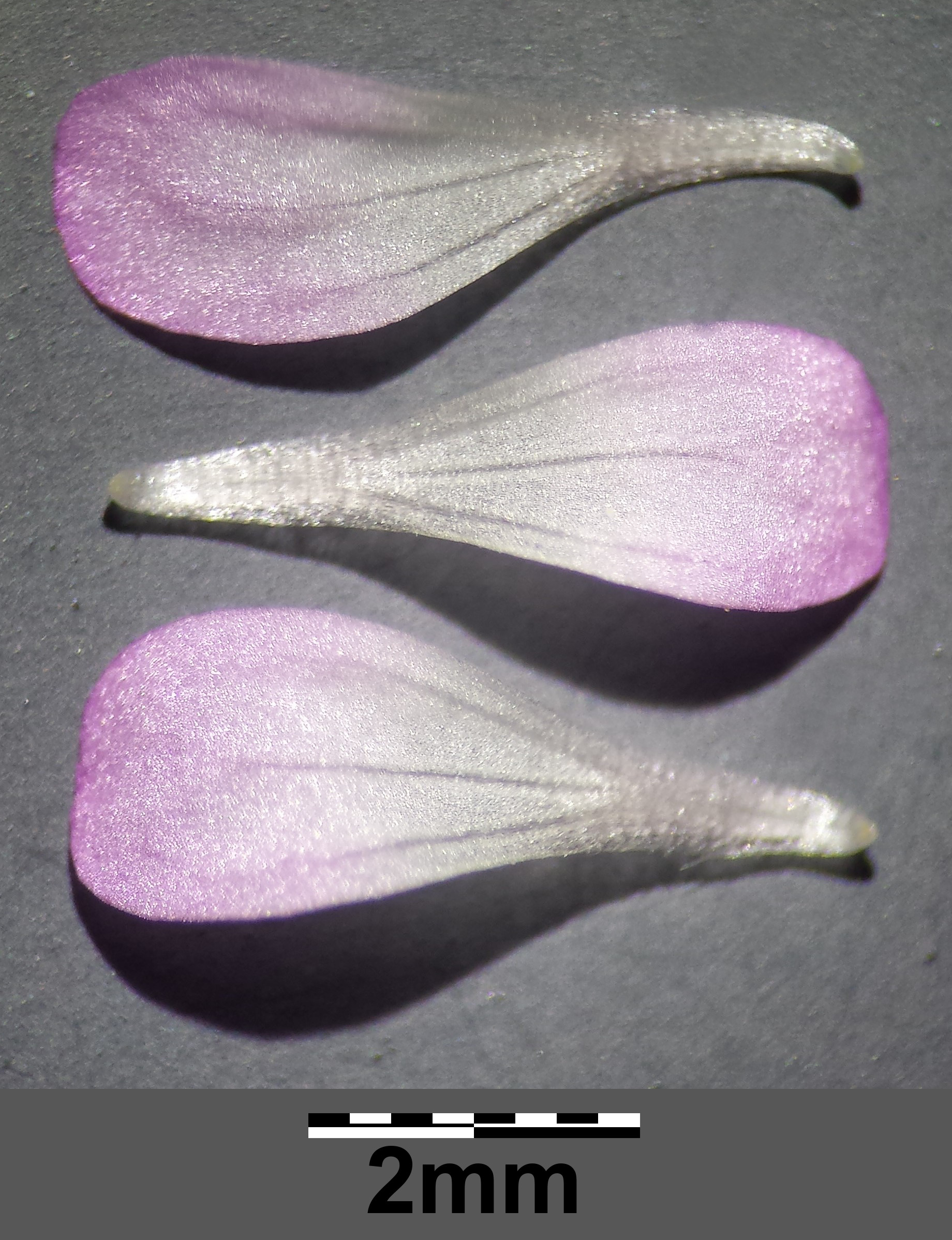
Die rosaroten Kronblätter sind abgerundet bis seicht-buchtig ausgerandet.
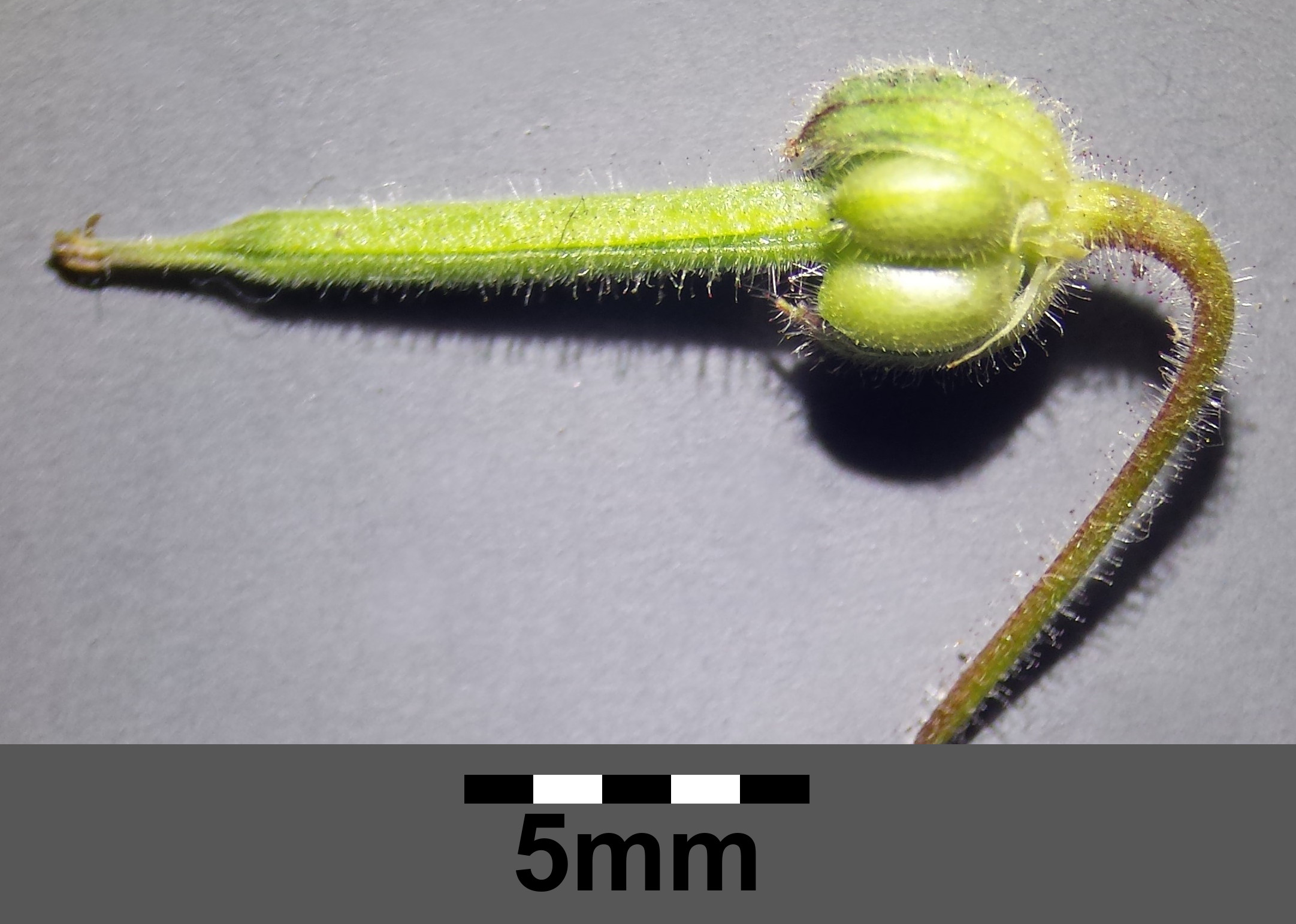
Die Frucht samt Schnabel ist 15 bis 18 mm lang.
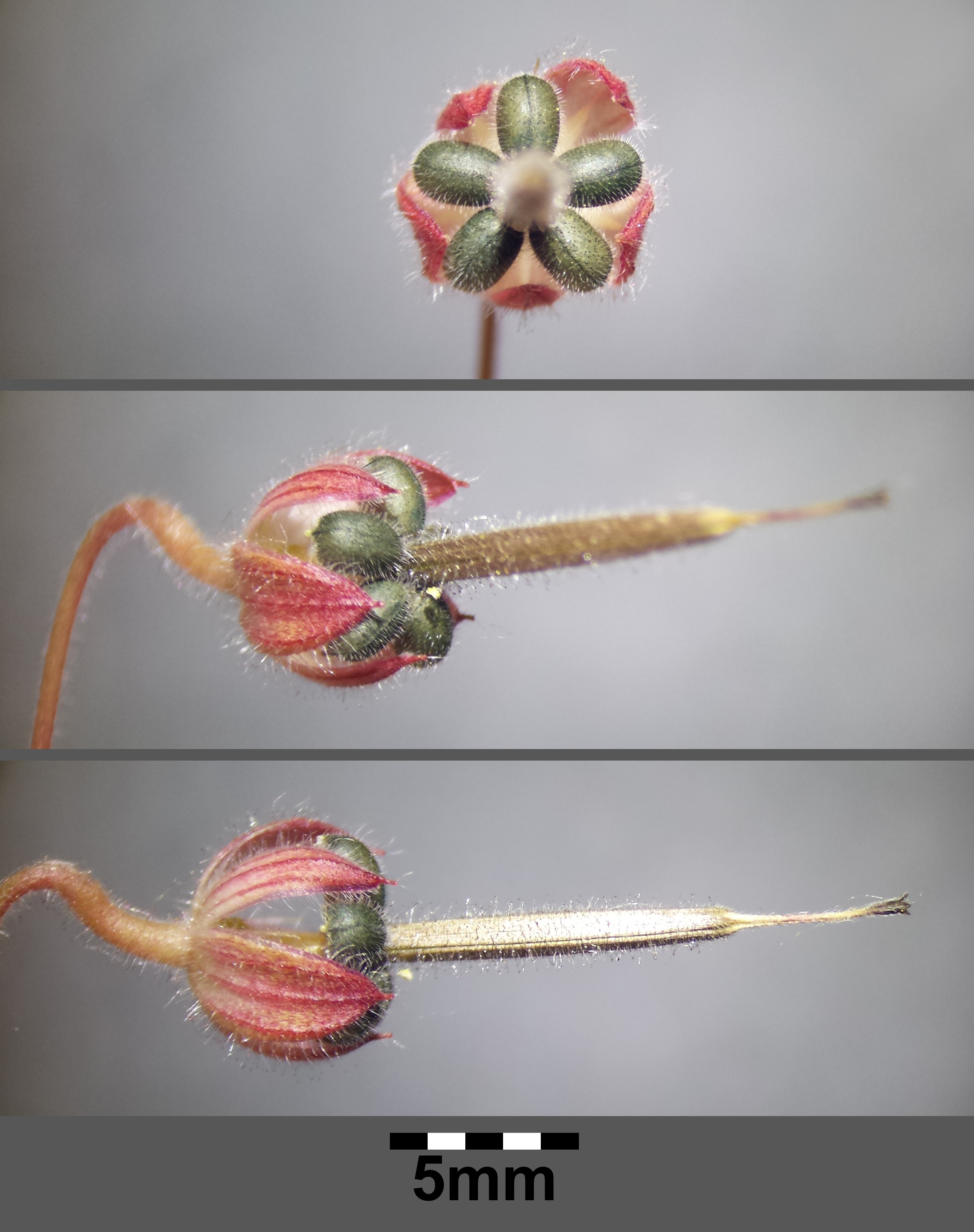
Spaltfrucht mit noch nicht ausgeschleuderten Samen
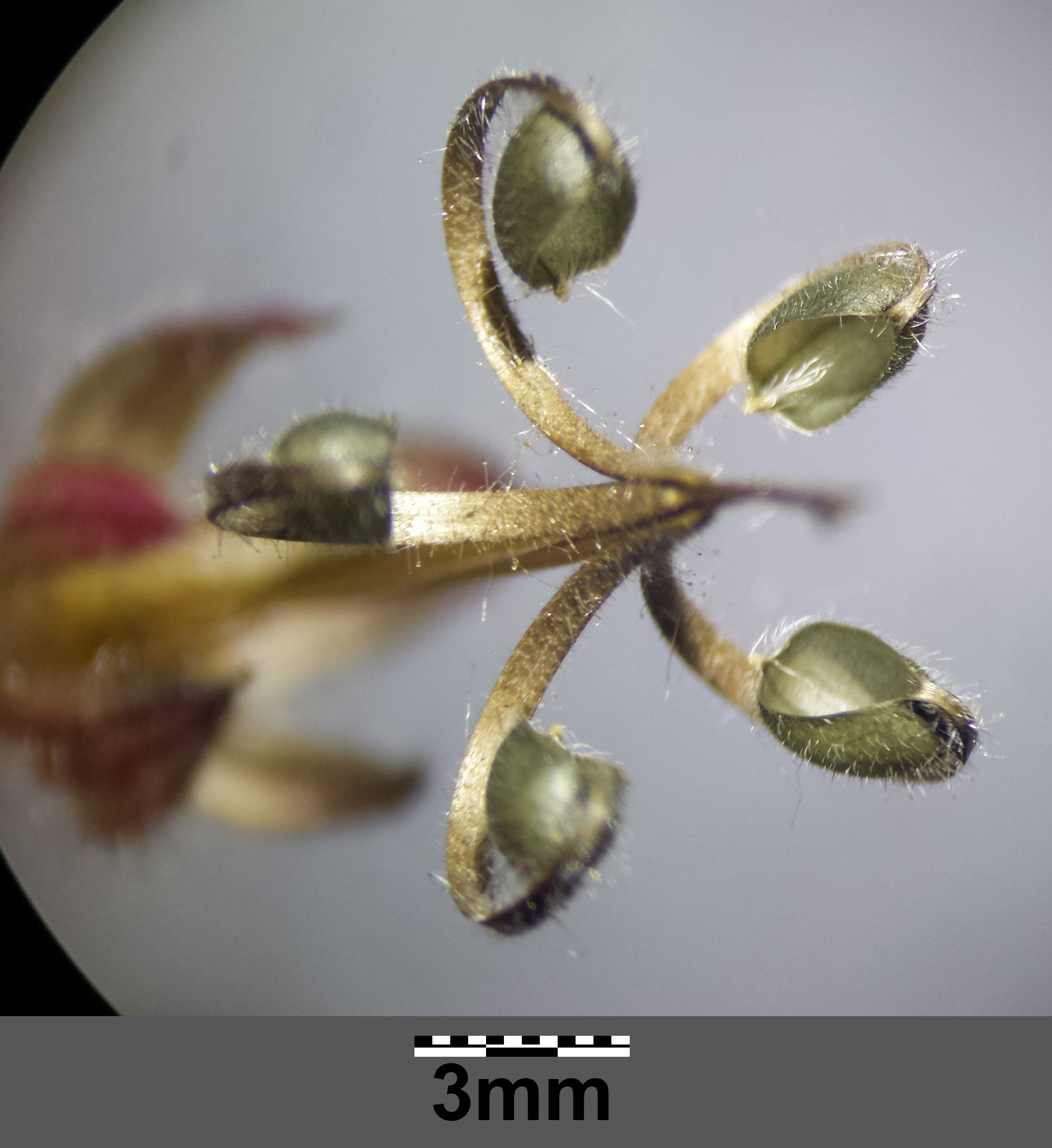
Bei ruckartigem Öffnen der Spaltfrüchte werden die Samen weggeschleudert und so ausgebreitet.